# Campi di urne del medio-Danubio
Con campi di urne del medio-Danubio ci si riferisce ai gruppi regionali della cultura dei campi di urne della zona del medio-Danubio. 

## Origine

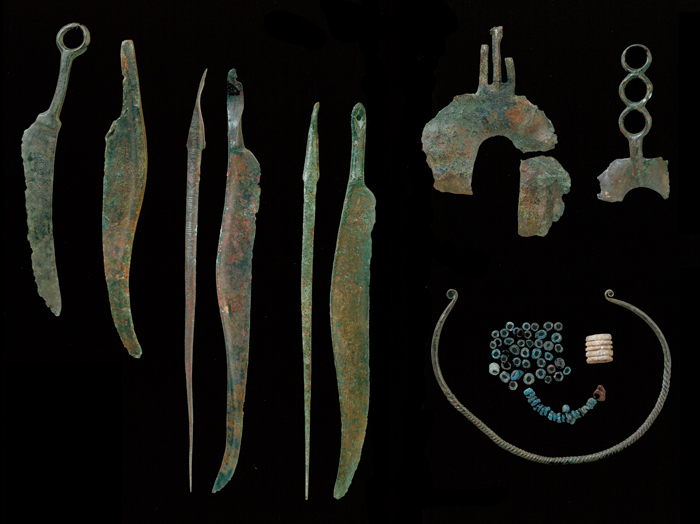
Gioielli in bronzo, armi e utensili provenienti dal cimitero dell'epoca dei campi di urne di Rannersdorf, Austria.

Questa cultura si sviluppò nel bronzo tardo, a partire dal 1300 a.C., sulle basi della cultura dei tumuli della regione, a causa delle influenze culturali provenienti da oriente e da sud-est, cioè dall'area occupata dalla cultura di Piliny.

## Cronologia e area di distribuzione
La cultura dei campi di urne nel medio-Danubio sorse a partire dal 1300 a.C. e perdurò fino all'800 a.C., quando venne sostituita dalla cultura di Hallstatt. Viene suddivisa in tre fasi principali:
- Fase di transizione : 1300 a.C.
- Fase antica : 1300-1050 a.C.
- Fase recente: 1050-800 a.C.

La sua area di distribuzione occupava tutto il corso del medio-Danubio che comprende: Moravia, Bassa Austria, Ungheria occidentale, Slovacchia sud-occidentale e Slovenia . All'interno di esso si possono riconoscere diversi gruppi regionali, tra i più importanti si segnalano:

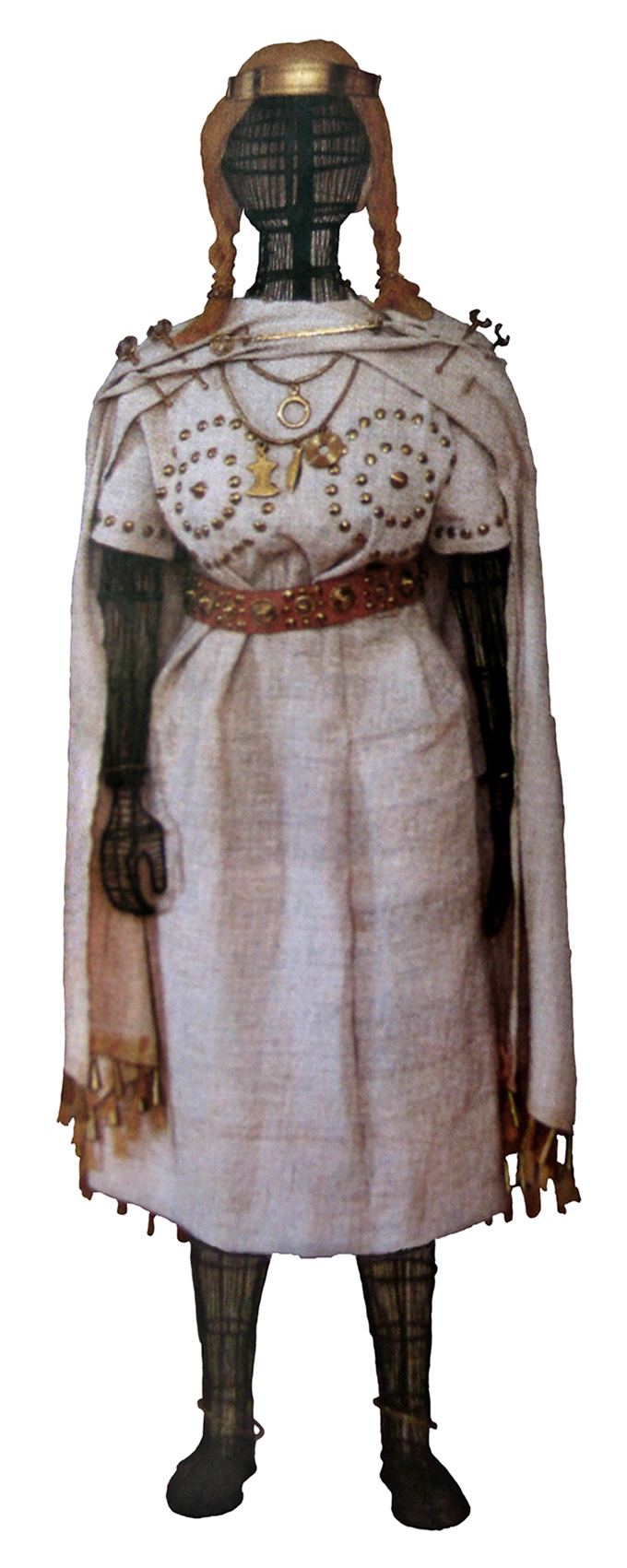
Abbigliamento femminile del gruppo di Čaka

- Gruppo di Čaka : deve il suo nome al villaggio di Čaka in Slovacchia. Occupava il sud-ovest della Slovacchia, l'Ungheria occidentale e il Burgenland. La stratificazione sociale in questo orizzonte è dimostrata dalle ricche sepolture con tumulo.
- Gruppo di Chotín : è una continuazione del gruppo di Čaka. Appare in seguito alla scomparsa di quella stratificazione sociale che contraddistingueva il gruppo di Čaka.
- Gruppo di Velatice-Baierdorf: Nel sud della Moravia, nel sud-ovest della Slovacchia e nelle adiacenti parti della Bassa Austria.
- Gruppo di Ruše: prende il nome dal paese di Ruše, occupava la parte meridionale del gruppo di Velatice-Baierdorf

## Economia
L'economia si basava sull'agricoltura e sull'allevamento principalmente di bovini e ovini ma anche maiali e cavalli. Si praticava la caccia soprattutto di caprioli, cervi e cinghiali.

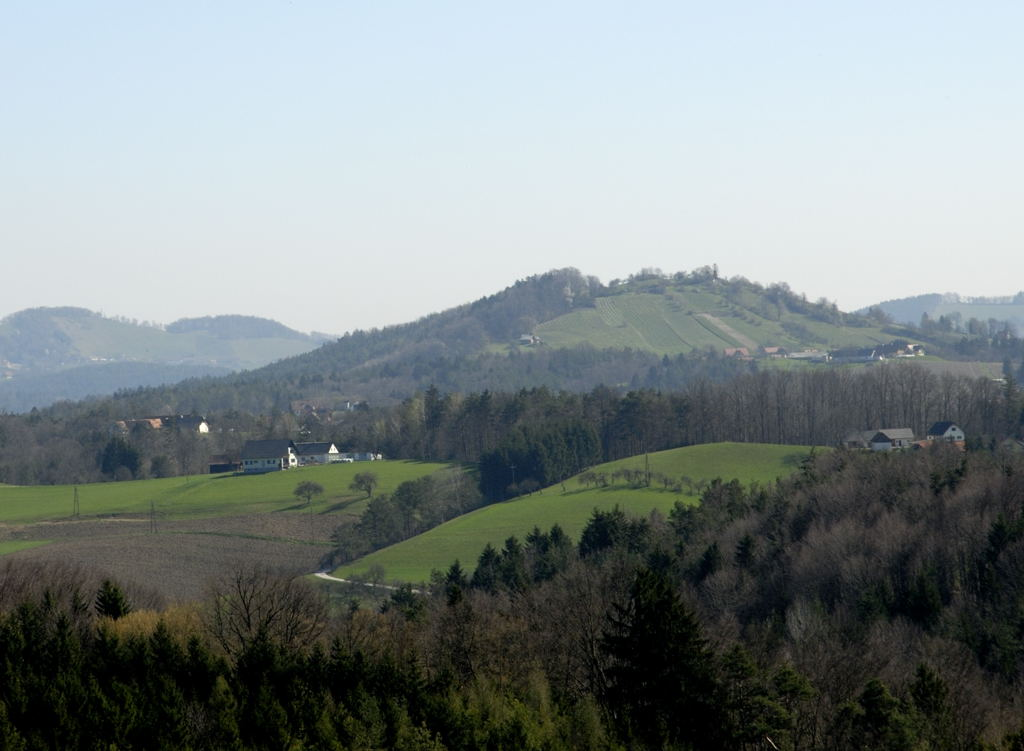
Sito fortificato su altura in Austria sud-orientale

## Insediamenti
Gli insediamenti erano generalmente aperti ma vi sono degli esempi di insediamenti fortificati sulle alture.

## Riti funerari
Il rito funerario prevedeva la cremazione del defunto le cui ceneri venivano successivamente poste in urne ed interrate. In Slovacchia, in Burgeland e Ungheria occidentale, e in minor misura in Moravia, sulle sepolture veniva aggiunto un tumulo di terra. L'altezza di questi tumuli poteva essere di diversi metri mentre il diametro poteva misurare anche decine di metri. Il corredo funerario comprendeva ceramiche, armi e talvolta anche corazze in bronzo.

## Identificazione etnica
I gruppi regionali del medio-Danubio sono stati associati alle popolazioni che in seguito alle loro migrazioni verso Italia e Balcani daranno origine agli Italici, Dori e Illiri.